# 利金縣 (俄亥俄州)
利金縣（英語：Licking County）是美国俄亥俄州中部的一個縣，面積1,783平方公里。根據2020年美國人口普查，共有人口17萬8,519人。縣治紐瓦克（Newark）。該縣成立於1808年1月30日，縣名指的是動物舔食的鹽層。